# Roosevelt (Buenos Aires)
Roosevelt es una localidad argentina del partido de Rivadavia, en la provincia de Buenos Aires.

## Ubicación
La localidad de ubica a 57 km al sudoeste de la ciudad de América, a través de un camino rural que bordea las vías, que se desprende desde la Ruta Nacional 33.

## Población
Cuenta con 239 habitantes (Indec, 2010), lo que representa un descenso del 17% frente a los 288 habitantes (Indec, 2001) del censo anterior.
| Gráfica de evolución demográfica de Roosevelt entre 1991 y 2010 |
|                                                                 |
| Fuente: Censos nacionales del INDEC                             |

## Historia
El 17 de octubre de 1882 el señor José Drysdale Gibson compró 8235 ha en el límite entre el Meridiano V y La Pampa, y en julio de 1889 solicitó la medición, división y amojonamiento del Centro Agrícola "Los Graneros" del entonces partido de Trenque Lauquen.
Del total sólo se utilizaron 4.200 ha. y la mensura se aprobó el 30 de noviembre de 1889. En 1892 las vendió a José Jáuregui y escrituró las reservas públicas el 6 de octubre de 1899. Unos años después, el 17 de agosto de 1900, el señor José Jáuregui transfirió a su vez esas tierras a Marcelino Cabrera y se puso fin a la concesión del Centro Agrícola "Los Graneros".
Marcelino Cabrera había nacido el 2 de junio de 1860 en Maipú, provincia de Buenos Aires. Casado con doña Severa Farías, se instaló en el actual partido de Rivadavia en el año 1900. Falleció el 29 de noviembre de 1911 a los 51 años, sucediéndole su esposa e hijos.
Roosevelt nació como consecuencia de la instalación del Ferrocarril Provincial de Buenos Aires y no por un proceso paulatino de poblamiento, como sucedió con otras localidades. No hubo un acto oficial de fundación ni intervinieron las dependencias encargadas de aprobar los planos de fraccionamiento, por lo que se toma la resolución del 5 de diciembre de 1913 -que designa a la estación Meridiano V del km. 545 del ramal del Ferrocarril Provincial de La Plata, con el nombre de Roosevelt- como inicio de la localidad y fundación del pueblo. El 1 de enero de 1914 fue habilitada e inaugurada en marzo de ese año. 
En 1915 los sucesores de Cabrera fraccionaron sus tierras frente a la estación. El agrimensor Manuel Aranguren fue el encargado de realizar los planos. El pueblo quedó dividido en diecinueve manzanas irregulares, cinco quintas y cinco chacras. Las primeras escrituras de las tierras se realizaron el 20 de diciembre de 1915.
En el año 1917 se creó la escuela N.º 8 Almafuerte y el edificio actual se construyó en 1947. 
En 1975 se fundó la Cooperativa Eléctrica; tres años después, el 2 de diciembre de 1978, se fundó la capilla de San Cayetano y el 10 de febrero de 1979 nació el Club Unión.
El 24 de junio de 1983 se creó el jardín de infantes N°905 y en 1987 la escuela de educación media N°203.